# Накатани, Мики
Мики Накатани (яп. 中谷 美紀 12 января 1976,  Хигасимураяма) — японская актриса и певица. Наибольшую известность принесла актрисе роль в фильме «Звонок». В 2006 году за своё исполнение главной роли в фильме «Воспоминания о Мацуко» была удостоена премии «Hochi Film Award» в номинации «Лучшая актриса». Кроме своего родного японского языка, владеет также английским и французским.

## Избранная фильмография
- Звонок (1998) – Май Такано
- Спираль (1998) – Май Такано
- Densha Otoko (2005)
- Воспоминания о Мацуко (2006) - Кавадзири Мацуко
- Шёлк (2007) - Мадам Бланш